# Gasparo Berti
Gasparo Berti (Màntua (?) 1600 - Roma 1643) va ser un físic i astrònom italià. Va participar amb Torricelli en la demostració de la pressió atmosfèrica.
Entre 1639 i 1644, la data exacta no és coneguda, amb Raffaello Magiotti, Gasparo Berti elabora diversos aparells experimentals, com els sifons de més d'onze metres d'alçària per mostrar que una columna d'aigua no pot pujar a més de 10,30 metres. Existeixen quatre testimoni de les seves experiències, tots molt posteriors, dels quals el més complet és d'Emanuele Maignan. Desgraciadament les seves experiències no van poder convèncer els defensors de la «vacuïtat» entre els quals Athanasius Kircher que va posar en dubte l'estanquitat dels seus aparells.
Gasparo Berti també es va interessar per altres problemes pràctics com la mesura de la humitat i va succeir el 1643 a Benedetto Castelli en la càtedra de matemàtiques a la Universitat de Roma La Sapienza, però molt malalt no va exercir la funció i va morir al mateix any de la seva promoció.